# Brammallite
La brammallite è una serie di minerali del gruppo delle miche precedentemente definito come un minerale a sé stante ma i cui estremi non sono ancora stati ben definiti.